# Будешти (Вранча)
Будешти (рум. Budești) насеље је у Румунији у округу Вранча у општини Котешти. Oпштина се налази на надморској висини од 213 m.

## Становништво
Према подацима из 2002. године у насељу је живело 1853 становника, од којих су сви румунске националности.